# Boettcheria elegans
Boettcheria elegans är en tvåvingeart som beskrevs av Guilherme A.M.Lopes 1975. Boettcheria elegans ingår i släktet Boettcheria och familjen köttflugor.
Artens utbredningsområde är Dominica. Inga underarter finns listade i Catalogue of Life.